# Tomasz Wołkowicz
Tomasz Wołkowicz (ur. 9 sierpnia 1979 w Katowicach) – polski hokeista, reprezentant Polski, trener.

## Kariera klubowa
- Naprzód Janów (wychowanek)
- Olimpia (1996-1997)
- SMS I Sosnowiec (1998–2003)
- GKS Katowice (1998–2003)
- Unia Oświęcim (2003–2004)
- Podhale Nowy Targ (2004–2005)
- Unia Oświęcim (2005–2006)
- GKS Tychy (2006–2010)
- Naprzód Janów (2010–2011)
- Legia Warszawa (2012–2015)
- Warsaw Capitals (2015-)

Absolwent NLO SMS PZHL Sosnowiec z 1998. Wychowanek Naprzodu Janów i do 2011 roku zawodnik tego klubu. 2012 zawodnik Legii Warszawa. 
W barwach reprezentacji Polski do lat 18 występował na turnieju mistrzostw świata juniorów do lat 18 w 1997. W barwach reprezentacji Polski do lat 20 wystąpił na turnieju mistrzostw świata juniorów do lat 20 w 1998 i 1999. W barwach seniorskiej reprezentacji Polski uczestniczył w turnieju mistrzostw świata w 2008, 2007.
Od sezonu 2016/17 Dyrektor sportowy Akademii Hokejowej Legia Warszawa.
Na sezon 2020/2021 został asystentem głównego trenera reprezentacji Polski juniorów do lat 16.

## Sukcesy
- Srebrny medal mistrzostwo Polski: 2001, 2002, 2003 z GKS Katowice, 2007, 2008, 2009, 2011 z GKS Tychy
- Brązowy medal mistrzostw Polski: 2010 z GKS Tychy
- Finał Pucharu Polski: 2000 z GKS Katowice
- Złoty medal mistrzostw Polski: 2004 z Unią Oświęcim
- Puchar Polski: 2004 z Podhale Nowy Targ, 2006, 2007, 2008, 2009 z GKS Tychy